# San Pedro de Riudevitlles
San Pedro de Riudevitlles (oficialmente en catalán: Sant Pere de Riudebitlles) es un municipio de la provincia de Barcelona, situado en la comarca del Alto Panadés, comunidad autónoma de Cataluña, España.

## Historia
San Pedro de Riudevitlles se encuentra en Barcelona y pertenece a la comarca del Alto Panadés. Hay evidencias de construcciones en el siglo XIII y XIV, como lo es el Palacio de los marqueses de Llió (estilo gótico).La iglesia de San Pedro tiene influencia romana en su portal. Tiene también rastros de la vocación del pueblo hacia el papel, por encontrarse aun la rueda hidráulica del molino de Cal Jan.
Dentro de su poca extensión podemos encontrar una vegetación formada por albares blancos, pinos, robles, encinas y otros más. Tiene también el parque natural del Pont Nou, que es una zona de recreo. La actividad principal es la industria (especialmente la del papel),cartón y artes gráficas. Así como también la automoción, alimentación, construcción, plantación de viñas, árboles frutales y producción hortícola.

## Geografía

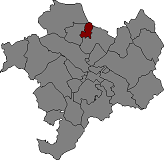
Localización de San Pedro de Riudevitlles dentro del Alto Panadés

San Pedro de Riudevitlles limita con la comarca de Noya y con cercanía al río Vitlles, importante vaso del municipio (de ahí su nombre). El terreno no es extenso y tiene unos 5,29 kilómetros cuadrados.

## Símbolos

### Escudo
El escudo de San Pedro de Riudevitlles es un escudo embaldosado de azur, con dos llaves pasadas en sotuer con los dientes arriba y mirando hacia afuera, la de oro en banda por encima de la de argén en barra acompañadas en la cabeza de una rama de berro de oro en palo. Al timbre, una corona mural de villa.
Las llaves son el símbolo de San Pedro, patrón de la villa. La rama de berro es un señal parlante, referente a la etimología del nombre Riudevitlles (Río de Vitlles): la población está situada cerca del río de Vitlles, el nombre del cual procede de birlas (derivado de berulas), que es como se llamaban en latín los berros, o Nasturtium officinale.

### Bandera
La bandera de San Pedro de Riudevitlles es apaisada, de proporciones dos de alto por tres de largo, dividida en diagonal ascendente en tres partes:
1. la del palo, doble que las otras dos, de color azul oscuro
2. la del medio, de color blanca
3. la del vuelo, de color amarilla.

Al lado del palo, separada del ángulo por 1/9 del alto del trapo, una rama estilizada de berro, de altura 1/3 de la del trapo, de color amarillo.
Fue aprobada el 20 de noviembre de 1997.

## Demografía
San Pedro de Riudevitlles cuenta con una población de 2497 habitantes (INE 2024).
| Gráfica de evolución demográfica de San Pedro de Riudevitlles entre 1842 y 2021 |
| |
| Población de derecho según los censos de población del INE. Población de hecho según los censos de población del INE.En estos censos se denominaba San Pedro de Riudevitlles: 1842, 1857, 1860, 1877, 1887, 1897, 1900, 1910, 1920, 1930, 1940, 1950, 1960, 1970 y 1981. |

| 1614                       | 1560 | 1577 | 2206 | 2246 |
| (Fuente: [cita requerida]) |      |      |      |      |

1717-1981: población de hecho; 1990-: población de derecho

## Administración y política
| Periodo   | Nombre               | Partido |
| --------- | -------------------- | ------- |
| 1991-1995 | Pere Marra Rosés     | ERC     |
| 1995-1999 | Pere Marra Rosés     | ERC     |
| 1999-2003 | Pere Marra Rosés     | ERC     |
| 2003-2007 | Joan Martí Guasch    | PSC     |
| 2007-2011 | Joan Martí Guasch    | PSC     |
| 2011-2015 | Sixto Moreno Pascual | CiU     |
| 2015-2019 | Rosa Maria Esteve    | ERC     |